# Pioneer Girl (Laura Ingalls Wilder)
Pioneer Girl – autobiograficzny utwór Laury Ingalls Wilder, napisany w latach 1929–1930, lecz oficjalnie wydany dopiero 21 listopada 2014 roku jako Pioneer Girl: The Annotated Autobiography z komentarzem Pameli Smith Hill. Przez pierwsze tygodnie książkę zakupić można było jedynie u wydawcy oraz w sklepach przy muzeach pisarki. Od 30 grudnia 2014 roku jest ogólnie dostępna.

## Historia
Utwór, adresowany do dorosłego odbiorcy, został ukończony w swojej pierwotnej formie w roku 1930, ale został ostatecznie odrzucony przez wydawców. Za namową córki; Rose Wilder Lane, Laura Ingalls Wilder kilkakrotnie go przerabiała aż ostatecznie nadała mu kształt książki dla dzieci Mały domek w Wielkich Lasach, za sukcesem której powstały kolejne, tworząc cykl Domek na prerii.

Pioneer Girl przedstawia wydarzenia opowiedziane później w Domkach oraz inne, z uwagi na wiek adresata, ostatecznie w nich nie zawarte, w pierwszej osobie i z punktu widzenia osoby dorosłej.

Choć książka po raz pierwszy wydana została dopiero w 2014 roku, wcześniej dostępna była na mikrofilmie (wraz z możliwością wydruku) w Herbert Hoover Presidential Library, a w 2011 roku jako część pracy naukowej Woman Writes Herself: Exploring Identity Construction in Laura Ingalls Wilder's Pioneer Girl by Nicole Mancino.

## Nagrody i osiągnięcia
Zainteresowanie książką przerosło oczekiwania wydawcy. Przez kilka tygodni była niedostępna, w oczekiwaniu na dodruk. 

Utworem zainteresowali się filmowcy z Hollywood. 
  
W styczniu 2015 roku książka zajęła drugie, a następnie pierwsze miejsce na liście bestsellerów Amazona 

W lutym 2015 zajęła drugie, a następnie pierwsze miejsce na liście bestsellerów New York Times 

Za sprawą sukcesu książki, dnia 7 lutego 2015 roku, w 148 rocznicę urodzin autorki, Google uhonorował ją bannerem na swojej stronie.